# قلعه بل‌کاستل

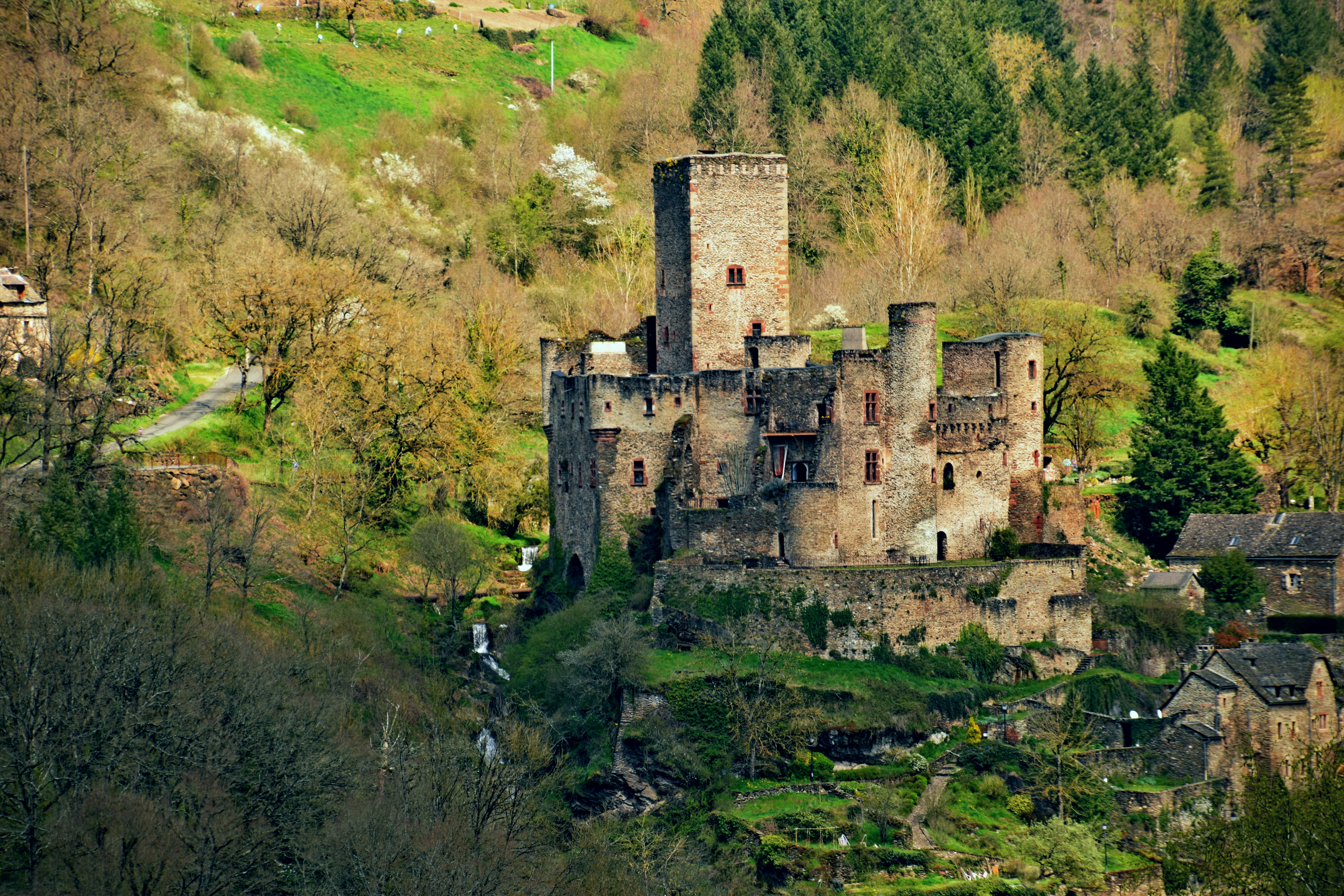
قلعه بلکاستل

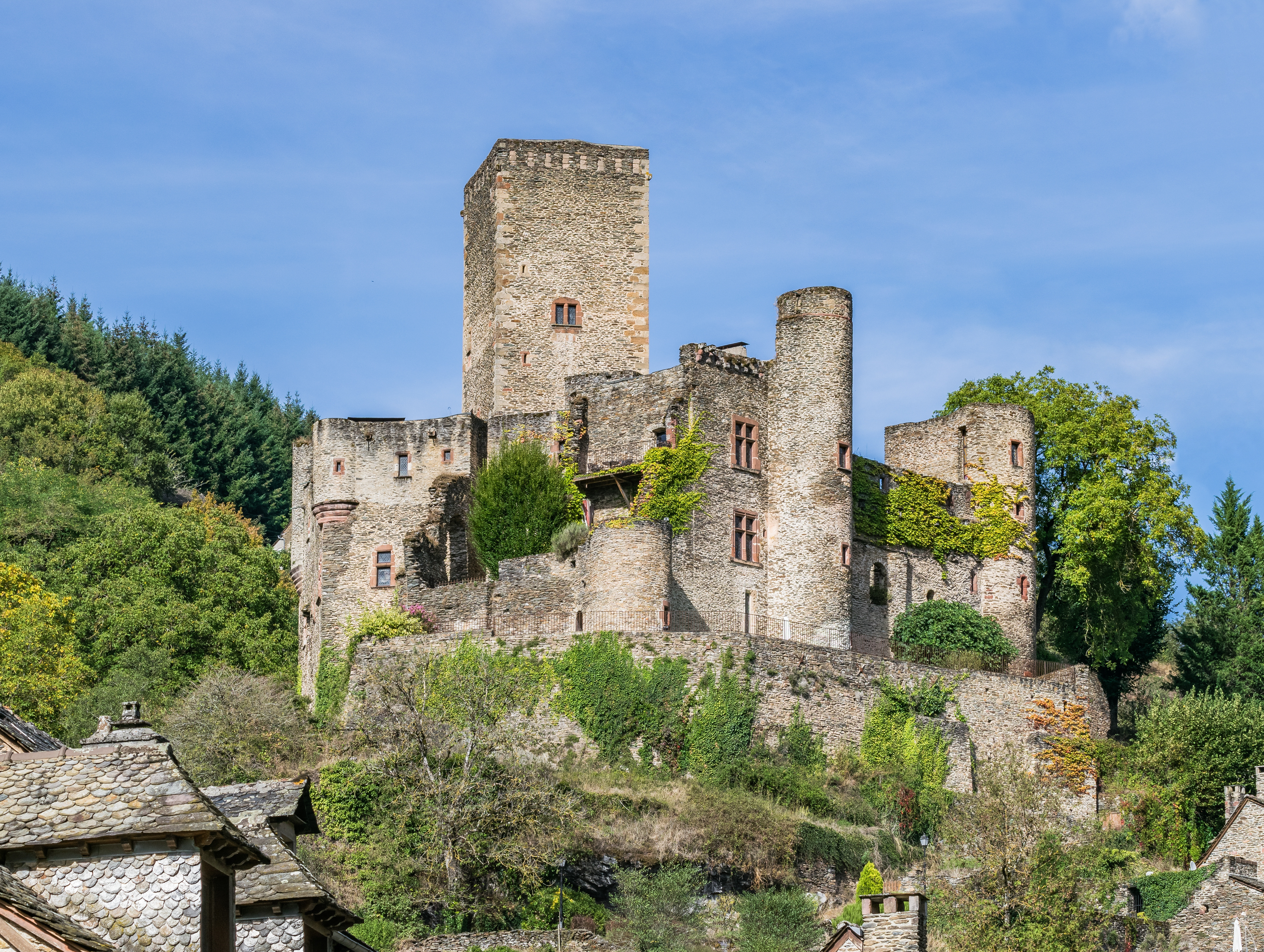
نگاره‌ای از قلعهٔ بل‌کاستل در منطقهٔ بل‌کاستل در آویرون در جنوب‌غربی فرانسه. این قلعهٔ متعلق به سده‌های میانی، متعلق به خاندان بل‌کاستل بوده‌است.

قلعه بل‌کاستل (فرانسوی: Château de Belcastel‎) قلعه‌ای است که در قرون وسطی در منطقه بل‌کاستل در آویرون در جنوب غربی فرانسه ساخته شده‌است و در سمت راست دریاچه آویرون قرار دارد.

## تاریخچه
این قلعه که پی آن در قرن نهم میلادی ریخته شده، در زمان جنگهای صدساله توسط انگلیسیها مورد یورش قرار گرفت اما عقیده بر این است که آنها هرگز موفق به تصاحب آن نشدند.
این قلعه متعلق به خاندان بل‌کاستل بود که شاخه‌ای از آن تا قرن ۱۷ میلادی نیز می‌زیسته.
در دوران انقلاب کبیر فرانسه این قلعه متعلق بود به کلود دو بوئیسون که از نوادگان همان خاندان بل‌کاستل بود و در سن ۹۱ سالگی و در تاریخ ۱۰ ژانویه ۱۹۷۲ چشم از جهان فروبست.
از قرن ۱۷ میلادی به بعد، کسی در این قلعه زندگی نکرده و به آن نیز رسیدگی نشده بود.
در سال ۱۹۷۴ میلادی، معمار فرانسوی، فرنان پوین (۱۹۱۲–۱۹۸۶) این قلعه را کشف کرد.